# Симмен, Джан
Джан Симмен (нем. Gian Simmen; род. 19 февраля 1977 года, Кур, Швейцария) — швейцарский сноубордист, первый олимпийский чемпион в хафпайпе.
Завершил карьеру в 2013 году.